# América de Cali
Maillots
Actualités
L'América de Cali est un club colombien de football basé à Cali, participant actuellement au championnat de D1 colombienne. Ils jouent leurs matchs à domicile au stade Estadio Olímpico Pascual Guerrero.
Le club est officiellement fondé en 1927, ce qui en fait un des clubs les plus anciens du football colombien. América est l'un des clubs colombiens les plus titrés aux niveaux national et international, remportant quinze titres du championnat colombien et atteignant la finale de la Copa Libertadores quatre fois (dont trois de 1985 à 1987). Bien qu'ils n'aient jamais remporté la Copa Libertadores, ils ont remporté deux tournois internationaux, la Copa Merconorte en 1999 et la Copa Simón Bolívar en 1975 (épreuves aujourd'hui disparues). 
En 2011, América a été reléguée en deuxième division locale, où elle a joué pendant cinq saisons. Ils sont revenus dans l'élite en remportant le championnat Primera B en 2016.
La principale rivalité connue est celle qu'entretient América avec le Deportivo Cali, autre équipe basée à Cali. Les matchs entre eux sont connus sous le nom de "Clásico Vallecaucano". L'Atlético Nacional, le Millonarios ou l'Independiente Santa Fe peuvent également être cités comme clubs rivaux.
En cela c'est l'une des équipes les plus importantes de la Colombie. Au classement mondial des clubs établi par IFFHS de 1990 à 2007, América occupe la 35e place, tout en étant la meilleure équipe colombienne.

## Historique
Au début des années 2010, América Cali se trouve plongé dans une crise économique profonde due en grande partie aux restrictions imposées par « la lista clinton » après la découverte des liens entre narco-trafiquants et le club. Le club aurait appartenu un temps aux frères Orejuela, chefs du cartel de Cali.
Le club remporte le championnat de clôture 2008.

## Palmarès
| Compétitions nationales | Compétitions internationales                                                                              |
| - Championnat de Colombie (15) : - Champion : 1979, 1982, 1983, 1984, 1985, 1986, 1990, 1992, 1997, 2000, 2001, Ouv. 2002, Cl. 2008, Cl. 2019 et 2020. - Coupe de Colombie : - Finaliste : 2024 | - Copa Libertadores : - Finaliste : 1985, 1986, 1987 et 1996. - Copa Merconorte (1) : - Vainqueur : 1999. |

## Identité du club

### Logos

Le premier logo du club, tiré d'une photo de 1938.

Premier diable, utilisé dans les années 40.

Le premier logo du club était connu au milieu des années 30, ce logo était la carte de l'Amérique du Sud en référence au nom de l'équipe qui s'est constituée sous le nom d'América F.C., il a été utilisé jusqu'en 1939.
Le diable est apparu pour la première fois sur le logo en 1940 à cause de la croyance populaire selon laquelle les joueurs "jouaient comme des diables" sur le terrain. Pendant les douze années de Gabriel Ochoa Uribe avec l'institution, le diable a toujours été un inconvénient pour lui, il a donc été retiré pour des raisons religieuses. Pour cette raison, le logo ne portait que le nombre d'étoiles ou de titres obtenus par le club.
En 1992, le diable a été complètement supprimé et n'a été utilisé que pour les aspects administratifs de l'institution. Pour célébrer les 70 ans du club, le diable a été remis sur les uniformes. À partir de cette date, toutes les croyances malignes concernant le diable ont été complètement supprimées. En 2007, pour commémorer les 80 ans d'existence du club, le diable a été temporairement remplacé par un logo qui disait « 80 años » (80 ans) et en dessous « 1927–2007 » ; au-dessus du logo se trouvent les 13 étoiles obtenues par le club. En 2010, le diable est revenu sur la crête.
À partir de 2017, le logo institutionnel sans étoiles est présenté, à la suite de l'homologation internationale dans l'industrie mondiale du football professionnel. Les équipes ne montrent que leurs badges sans référence graphique à leurs exploits sportifs.

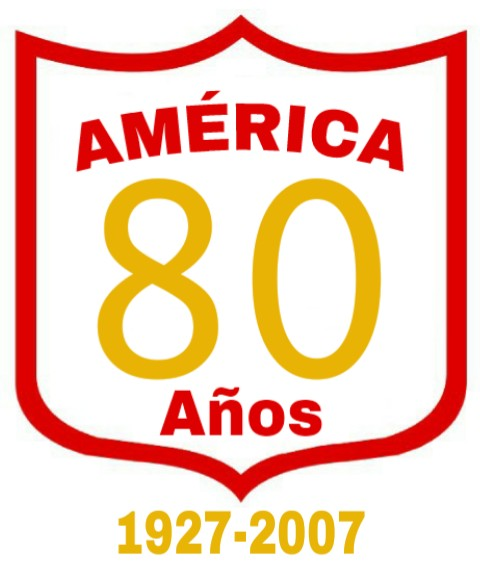
Logo 2007
Logo jusqu'en 2002
Logo depuis 2010

### Maillots
América de Cali possède trois jeux de maillots : un rouge pour les matchs à domicile, un blanc, pour les matchs à l'extérieur, et depuis 2006 un noir, pour les matchs à l'extérieur aussi.
| 1918-1925 | 1926 | 1927-1931 | 1932-1954 | 1955-1984 | 1985 | 1986-1987 | 1994-1995 | 1995 | 1996 | 1997-1998 |

| 2000 | 2001 | 2002 | 2003 | 2004-2005 | 2006 | 2007 | 2008 | 2009 | 2009 bis | 2009 ter |

| 2010 | 2011 | 2011 bis | 2012 | 2012 bis | 2013 | 2013 bis | 2014 | 2015 |

### Équipementiers
- 1918-1984 : aucun
- 1985-1987 :  Adidas
- 1987-1994 : ?
- 1994-1995 :  Umbro
- 1995 :  Adidas
- 1996 :  Nanque
- 1997-1998 :  Topper
- 1999 : ?
- 2000-2003 :  Kappa
- 2004-2007 :  Keuka
- 2008 :  ASW
- 2009 :  NAS
- 2010 :  Saeta
- 2011 :  Puma
- 2011-2013 :  FSS
- 2014-2018 :  Adidas
- 2019-2022 :  Umbro
- 2022 :  Le Coq Sportif

## Joueurs et personnalités du club

### Joueurs emblématiques
- Leonel Álvarez
- Juan Camilo Angulo (en)
- Pablo Armero
- Norberto Cadavid
- Óscar Córdoba
- Antony de Ávila
- Alex Escobar
- Victor Ibarbo
- Harold Lozano
- Willington Ortiz
- Wilson Pérez
- Freddy Rincon
- Roberto Cabañas